# O Amor no Divã
O Amor no Divã é um filme brasileiro de 2016, do gênero comédia romântica, dirigido por Alexandre Reinecke e escrito por Juliana Rosenthal K. É protagonizado por Zezé Polessa, Daniel Dantas, Paulo Vilhena e Fernanda Paes Leme.

## Sinopse
Malka Stein (Zezé Polessa) é uma terapeuta de casais que vive uma crise em seu próprio casamento de 30 anos com José (Daniel Dantas). O casal Miguel (Paulo Vilhena) e Roberta (Fernanda Paes Leme) também enfrentam problemas em sua relação e procuram a psicóloga Malka para tentar resolver a situação.

## Elenco
| Ator/Atriz         | Personagem             |
| ------------------ | ---------------------- |
| Zezé Polessa       | Malka Stein            |
| Daniel Dantas      | José Stein             |
| Paulo Vilhena      | Miguel                 |
| Fernanda Paes Leme | Roberta                |
| Juliana Mesquita   | Fabiana                |
| Antonio Petrin     | Leon                   |
| Carol Mariottini   | Silvia                 |
| Sônia Guedes       | Rebeca                 |
| Melissa Vettore    | Débora                 |
| Arthur Kohl        | Carlão                 |
| Renato Caldas      | Hamilton               |
| Mary Mesquita      | aluna da academia      |
| Lucas Alexandre    | Reymond Stein          |
| Rafael Naves       | Benjamin Stein         |
| Sara Freitas       | professora da academia |

## Produção
O filme é dirigido pelo cineasta Alexandre Reinecke, em seu primeiro trabalho como diretor, e o roteiro é escrito por Juliana Rosenthal K.

### Trilha Sonora

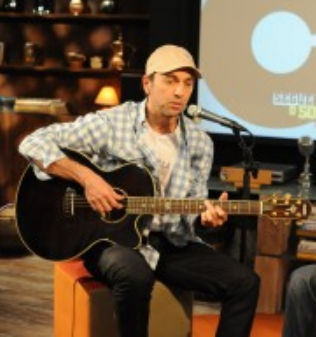
O cantor Zeca Baleiro, responsável pela trilha sonora do filme.

O cantor Zeca Baleiro é o responsável pela trilha sonora da produção. A faixa "Que Amor É Esse?..." foi composta especialmente para o filme e interpretada por Zeca Baleiro e a cantora e atriz Alessandra Maestrini.

## Lançamento
O Amor no Divã teve exibição na edição de 2017 do Los Angeles Brazilian Film Festival, nos Estados Unidos. Foi lançado comercialmente em 8 de dezembro de 2016 nos cinemas brasileiros.

## Recepção

### Resposta dos críticos
O filme teve uma recepção morna entre os críticos de cinema que questionaram a falta de criatividade no roteiro, se tornando mais uma produção repetitiva do gênero no cinema nacional. No site AdoroCinema, O Amor no Divã conta com uma média de 2,1 estrelas de 5 com base em avaliações da imprensa.
Sérgio Alpendre, em sua crítica à Folha de S.Paulo, escreveu: "O modelo é a comédia romântica Hollywoodiana. Mas é desvirtuado pela nossa tradição na teledramaturgia, e não avança um passo sequer na direção de uma preocupação estética cinematográfica."
Da Veja, Miguel Barbieri Jr. criticou a produção do filme, escrevendo: "O Amor no Divã marca a estreia como cineasta do diretor de teatro Alexandre Reinecke. Sem cenas externas, com direção de arte medíocre e enquadramentos de TV, o filme se vale de uma ideia promissora, porém com roteiro de piadas desgastadas."
Robledo Milani, do site Papo de Cinema, disse: "Um filme até certo ponto envolvente, mas que deixa no espectador um gosto de meio de caminho, como se pudesse ter aberto mais portas e ousado mais, tanto na narrativa quanto na estrutura."

## Prêmios e indicações
| Ano  | Premiação                           | Categoria     | Nomeações                                     | Resultado |
| ---- | ----------------------------------- | ------------- | --------------------------------------------- | --------- |
| 2017 | Los Angeles Brazilian Film Festival | Melhor Música | Zeca Baleiro, Sérgio Fouad e Otávio de Moraes | Venceu    |